# Fabian Culot
Pour les articles homonymes, voir Culot.
Fabian Culot, né à Saint-Nicolas le 11 mai 1979 est un homme politique belge, membre du Mouvement réformateur. 
Culot est licencié en droit ; avocat.

## Carrière politique
- 2006 - en cours : Conseiller communal de Seraing
- 2006 - 2017 : Conseiller provincial de Liège
- 2017 - 2019 : Député au Parlement wallon et au Parlement de la Communauté française (en suppléance de Virginie Defrang-Firket devenue Bourgmestre)
- 2021 - 2024 : Chef de Cabinet du Ministre-Président du Gouvernement de la Fédération Wallonie-Bruxelles
- 2024 - en cours : Chef de Cabinet du Vice-Président et Ministre de l’Emploi, de la Formation et de l’Économie du Gouvernement de Wallonie